# Gabriel Cualladó
Gabriel Cualladó (Massanassa, 1925 - Madrid, 30 de maig de 2003) va ser un fotògraf que va formar part del Grup AFAL i del moviment de renovació de la fotografia a Espanya en la segona meitat del segle xx.
| «                   | No interfereixo en l'actitud dels subjectes que fotografio. Més aviat és a l'inrevés: és l'actitud d'ells el que em dona la clau de si la imatge m'interessa o no | » |
| — Gabriel Cualladó. | |   |

## Primers anys
Va néixer a Massanassa a l'Horta Sud, on va estar vivint durant la seva infància. D'adolescent anava a classes a una acadèmia nocturna, ja que durant el dia feia feines del camp, això va ser només fins a 1941 perquè aquest any va viatjar a Madrid per treballar en el negoci del seu oncle Gabriel: una empresa de transports, la qual va arribar a dirigir el 1949.
Va realitzar les seves primeres fotografies al seu primer fill al costat dels seus amics amb una càmera Capta. Des de llavors es va iniciar el seu interès per la fotografia i va realitzar un aprenentatge autodidacte pel que s'assessorava amb revistes com Arte Fotográfico. L'any 1955 es va comprar una càmera Retina, però aviat la va canviar per una Rolleiflex.

## Fotògraf professional
Va entrar a la Real Sociedad Fotográfica el 1956, i un any més tard al Grup AFAL. En aquest mateix anys va organitzar a la Sala de la Libreria Abril, la que va poder ser la primera exposició de la renovació fotogràfica, amb Paco Gómez, Rafael Romero i José Aguilar. Com d'altres artistes de la seva generació, per exemple, els cineastes Juan Antonio Bardem amb Mort d'un ciclista (1955)o Luis García Berlanga amb Bienvenido, Mister Marshall (1952), propers al realisme social, Cualladó va tractar d'introduir en la seva obra el neorrealisme italià.
El 1958 coneix els fotògrafs Leonardo Cantero, Paco Gómez Martínez, Gerardo Vielba, Ramon Masats i Francisco Ontañón. Amb ells va formar part del grup La Palangana i posteriorment de la denominada  Escola de Madrid.
Un any més tard la revista nord-americana Popular Photography el va premiar i a propòsit d'això va exposar a països com França (París) i Itàlia.
A partir de 1980 va formar part del grup de fotògrafs espanyols seleccionats per la revista Nueva Lente per participar en els Rencontres d'Arles. L'obra que va mostrar va ser un reportatge sobre el Rastro de Madrid.

## Premis
Entre els premis que ha rebut es troben:
- Guardonat al Saló del Retrat de la Biblioteca Nacional de París
- Obté el trofeu "Luis Navarro" de fotografia de l'avantguarda.
- Se li va atorgar la Medalla d'or a l'exposició del Museu Fodor d'Amsterdam
- Obté el Premi Europa de Fotografia
- La Diputació de València li concedeix el Premi Alfons Roig[8]
- El 1994 va obtenir el Premi Nacional de Fotografia del Ministeri de Cultura d'Espanya
- El 1998 se li atorga la Medalla d'or del Círculo de Bellas Artes de Madrid

## Museus
Té obra en nombroses col·leccions particulars i diversos museus, entre els quals:
- Centre d'Art Reina Sofía (Madrid)
- Museu Espanyol d'Art Contemporàni (Madrid)
- Center for Creative Photography, Universitat de Tucson (Arizona)
- Institut Valencià d'Art Modern (Valencia)
- Biblioteca Nacional de París (París)
- Fons Regional d'Art Contemporani (FRAC) (França)
- Museu de Fotografia, Cinema i Televisió (Bradford, Regne Unit)
- Fototeca de Còrdova, (Còrdova)
- Museu de Belles Arts, (Bilbao)

## Exposicions
Ha fet nombroses exposicions entre les quals destaquen: 
- Saló del Retrat, Biblioteca Nacional, París, França, 1961.
- El Rastre, Reial Societat Fotogràfica, Madrid, 1981.
- Visor Centre Fotografic, València, 1982.[9]
- Contemporary Spanish Photographers, Universitat d'Ohio, Estats Units, 1983.
- Le Photographie Creative, Pavillon des Arts, París, França, 1984.
- Museu Espanyol d'Art Contemporani, Madrid, 1985.
- Institut Valencià d'Art Modern (IVAM), València, 1989.
- Primavera Fotogràfica de Barcelona, 1990.[10]
- Homenatge pòstum a l'Institut Valencià d'Art Modern (IVAM), València, 2003.[11]